# 加茲登縣 (佛羅里達州)
加茲登縣（英語：Gadsden County）是美國佛羅里達州北部的一個縣，北鄰喬治亞州。面積1,369平方公里。根據美國2000年人口普查，共有人口45,087。縣治昆西（Quincy）。
成立於1832年6月24日。縣名紀念在1818年任安德魯·傑克遜副官的James Gadsden。